# Dieppe
Dieppe je mesto in občina v severozahodni francoski regiji Zgornji Normandiji, podprefektura departmaja Seine-Maritime. Mesto je leta 1999 imelo 34.653 prebivalcev.

## Geografija
Kraj leži v severozahodni Franciji ob izlivu reke Arques v Rokavski preliv.

## Administracija
Dieppe je sedež dveh kantonov:
- Kanton Dieppe-Vzhod (del občine Dieppe, občine Ancourt, Belleville-sur-Mer, Berneval-le-Grand, Bracquemont, Derchigny, Grèges, Martin-Église: 19.555 prebivalcev),
- Kanton Dieppe-Zahod (občina Dieppe: 20.777 prebivalcev).

Mesto je prav tako sedež okrožja, v katerega so poleg njegovih dvbeh vključeni še kantoni Argueil, Aumale, Bacqueville-en-Caux, Bellencombre, Blangy-sur-Bresle, Cany-Barville, Envermeu, Eu, Fontaine-le-Dun, Forges-les-Eaux, Gournay-en-Bray, Londinières, Longueville-sur-Scie, Neufchâtel-en-Bray, Offranville, Saint-Saëns, Saint-Valery-en-Caux in Tôtes z 227.169 prebivalci.

## Zgodovina
Dieppe je prvikrat omenjen leta 1030 kot manjše ribiško pristanišče. V 16. stoletju je v njem delovala napredna francoska šola kartografije. V 17. stoletju je postalo glavno pristanišče Francoskega kraljestva. 23. julija 1632 je iz njega odšlo na pot v Novo Francijo (severna Amerika) 300 kolonistov. Ob preklicu Nantskega edikta leta 1685 je iz Dieppa pobegnilo v tujino 3000 Hugenotov.
Kraj je postal znan po neuspešnem zavezniškem napadu na pristanišče med drugo svetovno vojno, 19. avgusta 1942, ki je bilo v nemških rokah.
Kanadski kraj Dieppe (nekdanji Léger Corner) je prejel sedanje ime leta 1946 v čast kanadskih vojakov, ubitih med napadom na Dieppe.

## Zanimivosti
Dieppe je na seznamu francoskih umetnostno-zgodovinskih mest.
- Château de Dieppe; prvotni grad je obstajal že za časa Filipa Avgusta v 12. stoletju, sedanji grad-muzej je iz leta 1443, v njem se nahaja zbirka slonokoščenih predmetov, dela slikarja Braqua, salon Camilla Saint-Saënsa.
- cerkev sv. jakoba iz 12. do 16. stoletja,
- cerkev sv. Remigija iz 16. in 17. stoletja,
- mestno gledališče.

## Šport
V sezoni 1912 je Dieppe gostil najpomembnejšo avtomobilistično dirko za Veliko nagrado leta, Veliko nagrado Francije, ki jo je dobil Georges Boillot z Peugeotom. Med letoma 1929 in 1935 je v mestu sedemkrat potekala dirka za Veliko nagrado Dieppeja, po dve zmagi so dosegli René Dreyfus, Philippe Étancelin in Marcel Lehoux. 

## Pobratena mesta
- Brighton (Anglija, Združeno kraljestvo),
- Dieppe (New Brunswick, Kanada).